# Kebabnorsk
Le Kebabnorsk (littéralement : « norvégien kebab ») est un ethnolecte du norvégien incorporant des mots issus des langues parlées par certaines populations immigrées vivant en Norvège, dont le turc, le kurde, l'arabe, l'ourdou, le pachtou, le farsi, le punjabi, l'espagnol et le japonais. Il s'est formé parmi les populations immigrées et celles qui vivent à leurs côtés, en particulier chez les plus jeunes, dans les quartiers Est d'Oslo. Il a été identifié pour la première fois au cours des années 1990, en particulier dans un article intitulé « Kebab-norsk: fremmedspråklig påvirkning på ungdomsspråket i Oslo »
En 2005, Andreas Eilert Østby utilise cet ethnolecte dans sa traduction du roman de Jonas Hassen Khemiri Ett öga rött sur des immigrés qui parlent un créole à base lexicale suédoise ; il publie également un dictionnaire de kebabnorsk la même année. En 2007, une adaptation en kebabnorsk de Roméo et Juliette est mise en scène à Oslo. En 2008, 99% Ærlig, un film sur les jeunes des quartiers Est d'Oslo, l'utilise également. 
Le terme repose sur les stéréotypes pesant sur une partie des personnes qui utilisent cette variété de norvégien - qui, elles n'emploient pas ce terme et y voient souvent une façon de dévaloriser leur façon de s'exprimer au lieu de souligner une créativité linguistique. 